# Slidnäbbar
Slidnäbbar (Chionidae) är en fågelfamilj som idag omfattar det enda släktet Chionis med två arter.

## Utseende, fältkännetecken och anatomi
Slidnäbbarna har en satt kroppsform och påminner om duvor. De har en rudimentär sporre på tarsen likt strandpiparna. Huden runt ögat är bar, och vaxhuden runt näbben har valkiga utväxter. På ovansidan den grova näbben finns en hornartad platta vilket också gett dem dess namn. Deras fjäderdräkt är helvit, med ett tjockt lager av dun. De mest karakteristiska skillnaderna mellan de båda arterna är näbb, fötter och ansiktsfärg. 
Slidnäbbar är de enda fåglarna i den antarktiska regionen som inte har simfötter. Vanligtvis befinner de sig stående och gående på land. De flyger bara vid fara eller när de flyttar och ser i flykten ut som duvor.

## Utbredning
Slidnäbbarna häckar på subantarktiska öar och på den Antarktiska halvön, och större slidnäbb (Chionis albus) flyttar under södra halvklotets vinter till Falklandsöarna och Sydamerikas sydkust. De är den enda familjen av alla fågelordningar som är endemiska som häckfågel för den antarktiska regionen.

## Taxonomi
Slidnäbbarna tillhör vadarfåglarna och genetiska studier av denna ordning visar att slidnäbbarna bildar en systergrupp till tjockfotarna. Dessa två grupper bildar i sin tur en systergrupp till gruppen skärfläckor, styltlöpare, strandskator, pipare och vipor. Studier av magellanpipare (Pluvianellus socialis), som förekommer i södra Sydamerika, indikerar att den kanske också borde placeras inom familjen slidnäbbar. Om det senare stämmer skulle familjen slidnäbbar omfatta två släkten. Än så länge placeras bara magellanpiparen tillsammans med tjockfotar och slidnäbbar i den gemensamma underordningen Chionidi.
Idag beskrivs familjen omfatta de två arterna:
- Gulnäbbad slidnäbb (Chionis albus) – syn. C. alba är grammatiskt felaktig
- Svartnäbbad slidnäbb (Chionis minor)

## Levnadssätt
Slidnäbbarna är opportunistiska rörande föda och äter ryggradslösa djur, avföring och as, vilket omfattar sälars efterbörd och dödfödda sälungar, men de tar även ägg och fågelungar från främst pingviner och skarvar. Under pingvinernas häckningssäsong, vilken sammanfaller med slidnäbbarnas häckning, bevakar slidnäbbsparet ett visst territorium i pingvinkolonin.  Paret arbetar ofta tillsammans för att trakassera pingvinerna för att de ska få tillgång till äggen, ungarna eller helt enkelt för att stjäla den krill som den adulta pingvinen spyr upp till sina ungar. Vid de få platser i regionen där människan bor är de mycket orädda när de letar efter avfall. På grund av arternas diet tillbringar de en stor del av sin tid med att putsa sig.
De lägger två till tre vita ägg direkt på marken i en skreva eller bland stenar.. Boet är slarvigt fodrat med sjögräs, stenar, fjädrar, guano, ben och ibland även platsavfall. Ibland låter de även döda fågelungar ligga kvar. De ruvar i 28–32 dygn och ungarna blir flygga efter 50–60 dagar.